# 3-Aminopropyltriethoxysilan
3-Aminopropyltriethoxysilan ist eine chemische Verbindung aus der Gruppe der siliciumorganischen Verbindungen und der Silylether.

## Gewinnung und Darstellung
3-Aminopropyltriethoxysilan kann durch katalysierte Hydrierung des entsprechenden Nitrils (2-Cyanethyltriethoxysilan) gewonnen werden.

## Eigenschaften
3-Aminopropyltriethoxysilan ist eine brennbare, schwer entzündbare, farblose Flüssigkeit mit aminartigem Geruch, die sich in Wasser zersetzt. Seine wässrige Lösung reagiert alkalisch. Die Halbwertszeit in Wasser beträgt bei einem pH-Wert von 7 und bei 24,7 °C 8,4 Stunden. Im basischen und sauren Bereich zersetzt sich die Verbindung schnell.

## Verwendung
3-Aminopropyltriethoxysilan wird vielfältig eingesetzt und umfasst verschiedene Anwendungen als Haftvermittler in Glasfasern, Kleb- und Dichtstoffen, Gießharzen und in der Vorbehandlung von Beschichtungen sowie zur Herstellung von zahnärztlichen und orthopädischen Materialien. Die Verbindung wird auch verwendet, um positiv geladene Objektträger herzustellen, die für die Verwendung mit verschiedenen immunhistochemischen und in situ Hybridisierungsverfahren geeignet sind.

## Sicherheitshinweise
Die Dämpfe von 3-Aminopropyltriethoxysilan können mit Luft ein explosionsfähiges Gemisch (Flammpunkt 93 °C, Zündtemperatur 300 °C) bilden.